# Lista de duques de Aiguillon

Brasão de armas dos Duques de Aiguillon (esquartelado de Vignerot, no primeiro e quarto quadrante, e de Plessis, no segundo e terceiro quadrante)

O Ducado de Aiguillon (em francês:  Duché d'Aiguillon) foi constituído pela primeira vez em 1599 a partir das baronias de Aiguillon, de Montpezat, de Sainte-Livrade, de Madaillan e de Almayrac, e respectivas dependências.
Esta é uma lista dos soberanos que detiveram este ducado.

## Primeira criação (1599)
Casa de Guise/Mayenne
- 1599-1621: Henrique de Mayenne (1578-1621), barão e depois primeiro  duque de Aiguillon, duque de Mayenne, marquês de Villars, conde de Maine, de Tende e de Sommerive, Par de França, Mordomo-Mor de França, cavaleiro da Ordem do Espírito Santo em 1619;

Casa de Gonzaga-Nevers
- 1621-1631: Carlos (1609-1631), duque de Mayenne e de Aiguillon, marquês de Villars, conde de Maine, de Tende e de Sommerive, sobrinho do precedente;
- 1631-1632: Fernando (1610-1632), duque de Mayenne e de Aiguillon, marquês de Villars, conde de Maine, de Tende e de Sommerive, irmão do precedente, sem descendência.

Casa de Puylaurens (1632)
Em 1632, o Cardeal Richelieu reintegra o ducado nos domínios reais. Dois anos mais tarde, o ducado é recreado (mas apenas com a baronia de Aiguillon) para:
- 1634-1635: Antoine de l'Age (1602-1635) duque de Puylaurens e Par de França, favorito de Gastão, Duque de Orleães que em 1635, cai em desgraça. O ducado é dissolvido na sua morte.

## Segunda criação (1638)
Casa de Vignerot du Plessis
Em 1638, Richelieu recria o ducado (em termos idênticos como havia sido outorgado a Henrique de Mayenne) e atribuí-o à sua sobrinha. Esta criação previa que o ducado poderia ser transmitido a herdeiros masculinos ou femininos) da nova duquesa, por sua livre escolha.
- 1638-1675: Maria Madalena de Vignerot d'Aiguillon (1604-1675), duquesa de Aiguillon, sobrinha de Richelieu;
- 1675-1704: Maria Madelena Teresa de Vignerot du Plessis (1636-1704), demoiselle de Agenois, depois duquesa de Aiguillon, baronesa de Saujon e Par da França, sobrinha da precedente.
- 1704-1730: Luís Armando de Vignerot du Plessis, marquês de Richelieu, sobrinho da precedente, herda as terras de Aiguillon, mas não se consegue fazer reconhecer como duque quer pela oposição de outros Pares, pela menoridade de Luís XV e, por fim, por questões de saúde que o deixam incapaz de gerir os negócios; nunca usou o título de duque de Aiguillon[2].

Restabelecimento (1731)
Em 1730, com a morte do marquês de Richelieu, o filho herda os direitos sobre Aiguillon e solicita o reconhecimento como duque. Em 10 de maio de 1731, o Parlamento de Paris acorda o reconhecimento do ducado (apesar da oposição de outros duques e Pares).
- 1731-1750: Armando Luís de Vignerot du Plessis (1683-1750), duque de Aiguillon e conde de Agenois, Par da França, filho do anterior;
- 1750-1788: Emanuel Armando de Vignerot du Plessis (1720-1788), duque de Aiguillon, conde e depois duque de Agenois, príncepe de Portien e conde de Saint-Florentin, Par da França, Tenente General, Secretário de Estado dos Negócios Estrangeiros (1771-1774), governador da Alsácia, depois da Bretanha (1753-1768), filho do precedente.
- 1788-1800: Armando Désiré de Vignerot du Plessis (1761-1800), duque de Aiguillon, Par da França, conde de Agenois e de Condomois, Tenente General da Bretanha, fiho do precedente.

Com a morte sem descendência em 1800, o título extingue-se .